# 1804年海地大屠杀
1804年海地大屠杀，是一次種族滅絕事件，這是海地的让-雅克·德萨林下令對剩餘的法國人進行的屠殺，在海地全境發生，從1804年1月上旬進行至至1804年4月22日，並導致3,000至5,000人的各年龄和性別的法國人死亡。
戰士逐家逐戶殺死整個白人家庭，大屠殺也針對白人婦女和兒童（除了反對鎮壓的拿破崙波蘭人士兵）。让-雅克·德萨林認為消滅海地白人是政治需要，因為他們被視為對黑人和穆拉托人的威脅。
這次屠殺象徵海地完成革命和建國，大屠殺後海地的白人人口幾乎不存在，在1805年的海地憲法，所有公民被定義為“黑人”，外國人禁止擁有土地。
後果之一是與法國的外交關係緊張——海地被迫向這個前宗主付款，並為支付驅逐法國定居者及其債權人約9000萬金法郎，以換取對獨立的承認。這些付款持續了幾十年，破壞了該國的經濟，其中最後一次付款僅在1950年代完成。